# Messier 30
Messier 30 (NGC 7099) is een bolvormige sterrenhoop in het sterrenbeeld Steenbok (Capricornus). Hij werd in 1764 door Charles Messier ontdekt en vervolgens door hem opgenomen in zijn catalogus van komeetachtige objecten als nummer 30.
Deze bolhoop heeft een schijnbare afmeting van 12',0 en een afstand van circa 26.100 lichtjaar wat het object een ware diameter van ongeveer 90 lichtjaar geeft.
In M30 zijn ongeveer 12 veranderlijke sterren waargenomen en de helderste individuele ster van de bolhoop kent een helderheid van magnitude 12,1. De kern van M30 is zeer compact en de bolvormige sterrenhoop als geheel is van het meest compacte type (V).
Voor de amateurwaarnemer is Messier 30 gemakkelijk in individuele sterren op te lossen. Messier noemde het bij zijn ontdekking een "nevel zonder sterren". William Herschel was rond 1784 de eerste die de ware aard van M30 ontwaarde.

## 41 Capricorni
Vanaf de aarde gezien is Messier 30 vergezeld van de dubbelster 41 Capricorni (magnitude +5), die er zich iets minder dan een halve graad ten oosten van bevindt. Amateurastronomen kunnen 41 Capricorni aanwenden als gidsster om op zoek te gaan naar Messier 30.
Driekwart graad ten noordnoordwesten van Messier 30 zijn de sterrenstelsels NGC 7103 en NGC 7104 te vinden.